# 鳳眼蝶屬
鳳眼蝶屬（Owl，學名：Neorina）是蛺蝶科眼蝶亞科幘眼蝶族中的一個屬。共有5個物種，分佈於錫金至蘇門答臘和巴拉望島一帶。

## 物種

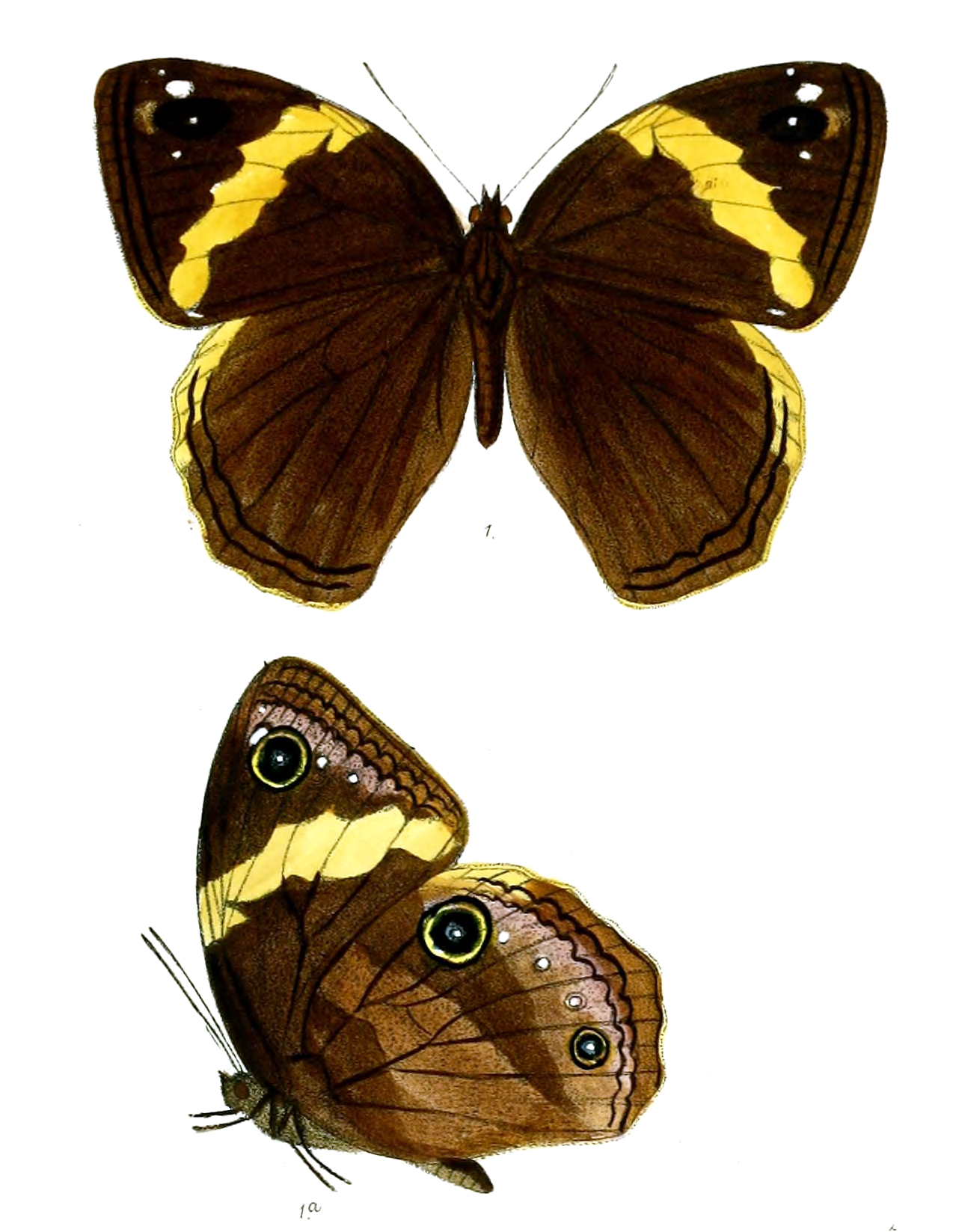
直帶鳳眼蝶 Neorina crishna
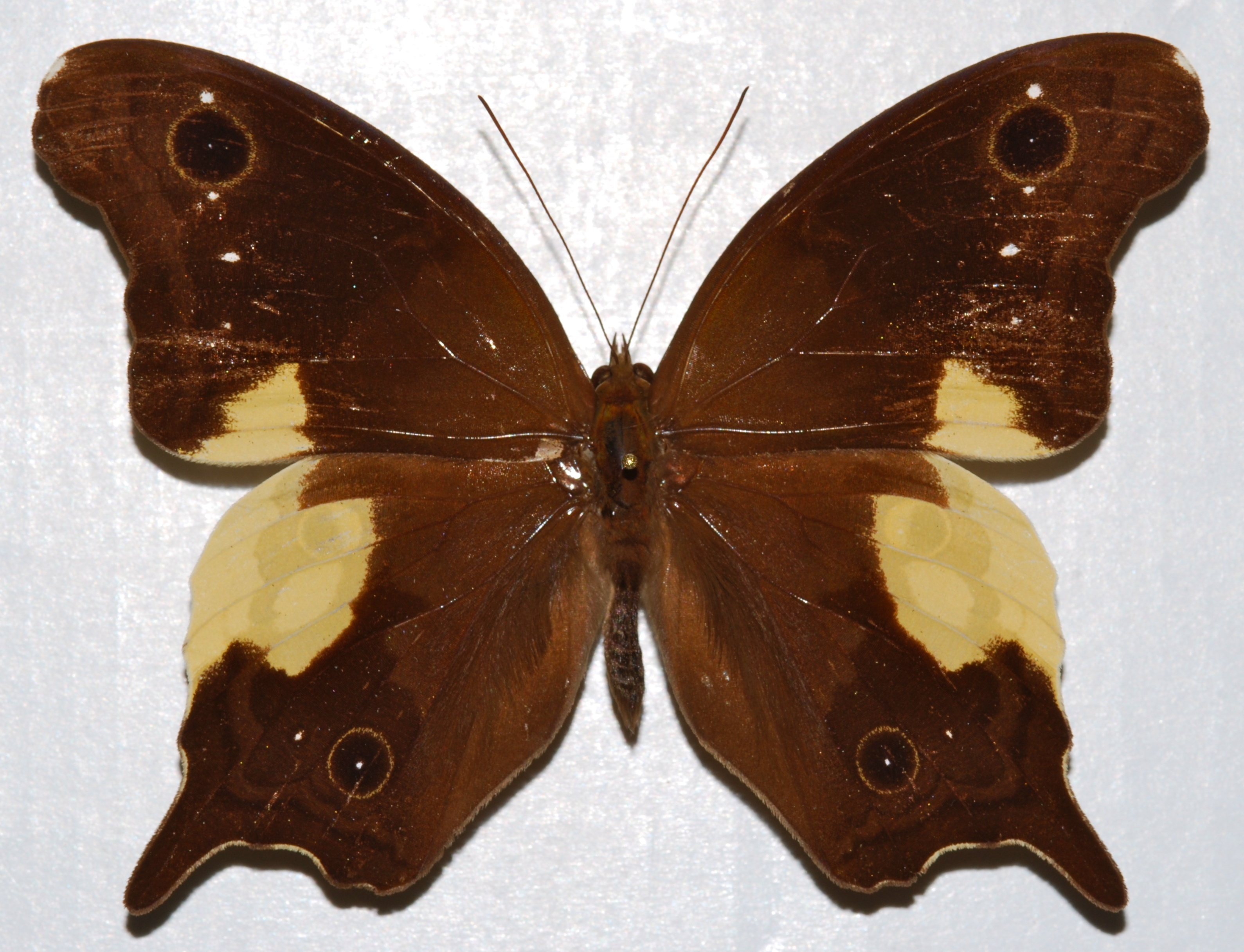
指名鳳眼蝶 Neorina hilda
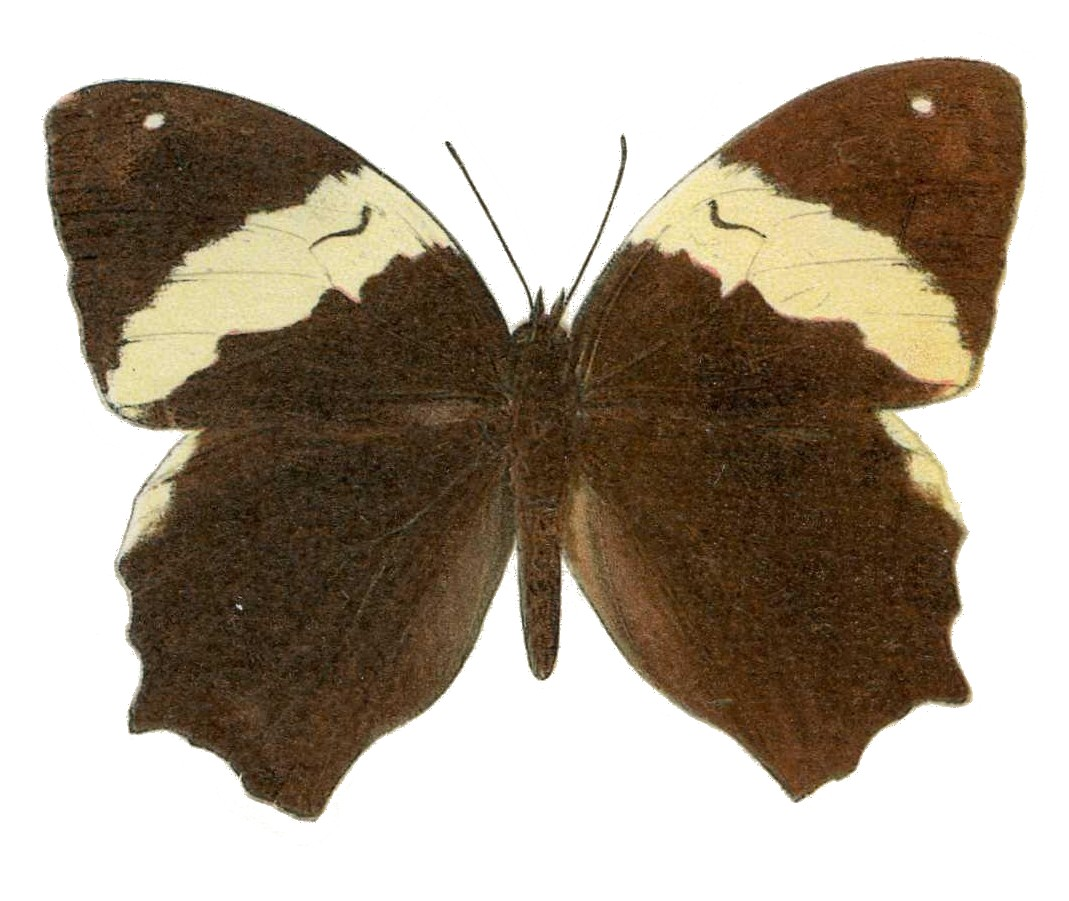
黃斑鳳眼蝶 Neorina lowii
- 新華鳳眼蝶 Neorina neosinica
- 鳳眼蝶 Neorina patria

## 圖集
- 指名鳳眼蝶
Neorina hilda
- 黃斑鳳眼蝶
Neorina lowii
- 鳳眼蝶
Neorina patria

## 腳註
1. ↑  Brower, Andrew V. Z. 2009. Neorina Westwood 1850. Version 16 November 2009 (under construction). http://tolweb.org/Neorina/70720/2009.11.16 （页面存档备份，存于） in The Tree of Life Web Project, http://tolweb.org/ （页面存档备份，存于） （英文）